# Uroleucon zinzalae
Uroleucon zinzalae är en insektsart som först beskrevs av Hottes och Theodore Henry Frison 1931.  Uroleucon zinzalae ingår i släktet Uroleucon och familjen långrörsbladlöss. Inga underarter finns listade i Catalogue of Life.